# Sandy Jobin-Bevans
Sandy Jobin-Bevans (n. 21 de abril de 1972; Flin Flon, Manitoba, es un actor canadiense. Es miembro del grupo de improvisación Slap Happy, tres veces ganador del Canadian Comedy Award

## Biografía
Jobin-Bevans nació en Flin Flon, Manitoba en Canadá, y asistió a la escuela secundaria Fort Richmond Collegiate, ubicada en Winnipeg, en su país de origen.  Entre sus interpretaciones en cine y televisión destaca su presencia en Harold & Kumar Go to White Castle, Dawn of the dead, The Gavin Crawford Show, The endless grind, Off the Record with Michael Landsberg y numerosos telefilmes. Es alumno de la empresa teatral The Second City en Toronto, con la que ganó tres Premios en los Canadian Comedy Awards.  También fue el entrenador del equipo de Toronto en 2001, en el Campeonato del Mundo de Improvisación que se desarrolló en el festival de la comedia Just For Laughs.